# NGC 1100
NGC 1100 је спирална галаксија у сазвежђу Еридан која се налази на NGC листи објеката дубоког неба.
Деклинација објекта је - 17° 41' 19" а ректасцензија 2h 45m 35,9s. Привидна величина (магнитуда) објекта NGC 1100 износи 13,1 а фотографска магнитуда 14,0. NGC 1100 је још познат и под ознакама ESO 546-18, MCG -3-8-16, HCG 21B, PGC 10438.